# الثليمة (بركة)
بركة الثليمة إحدى برك درب زبيدة تقع على بعد 17كم منهُ. توجد حاليًا في محافظة رفحاء الواقعة بمنطقة الحدود الشمالية في السعودية. وتعرف كذلك ببركة «الهيثم».

## وصف
هذه البركة عبارة عن بركة ماء قديمة تقع في منطقة الحدود الشمالية في المملكة العربية السعودية. لقد كانت البركة عبارة عن محطة لتزويد الماء على الطريق إلى مكة المكرمة. لا تزال هذهِ البركة حاليًا نشطة وتحتوي على مياه بنسبٍ متوسطة.
تمَّ وصفها بأنها بركة دائرية الشكل قطرها 32 متر لها جدارين الداخلي منها بسُمك 160 سم والخارجي بسُمك 80 سم ويضم البناء مدرج يبلغ عرضه 6.5 م حسب تقرير فريق المسح الأثري في المملكة في عام 2018. كما تضم درج و قناة تتصل بمصفاة مستطيلة كما يوجد بالموقع عدد من المباني المكونة من عدة غرف.

## ترميم
أوضح محمد عبد الرحمن الزمام مدير الهيئة العامة للسياحة والتراث الوطني بالشمالية أن الهيئة تقوم بأعمال الترميم جميع المنشآت المائية من ضمنها «بركة الثليمة» الواقعة على امتداد درب زبيدة التاريخي،